# Assessor
Assessor betyder direkte oversat bisidder. Ordet kommer fra latin assidere, af ad- og sedere (sidde hos). Ordet har gennem tiden og i forskellige lande haft forskellig reel betydning.
I Danmark brugtes betegnelsen primært for juridisk uddannede embedsmænd, der udførte domshandlinger i fællesskab med andre dommere. Frem til den nugældende retsplejelovs ikrafttræden 1919 bar dommere i Højesteret, Landsoverretten for Nørrejylland, Den kongelige Landsoverret samt Hof- og Stadsret og i Københavns Kriminal- og Politiret denne titel.
I 1966 blev ordet genindført som stillingsbetegnelse for dommerfuldmægtige og politifuldmægtige af forskellige grader, men alle er juridiske medarbejdere ved domstolene

## Krigsassessor
I 17- og 1800-tallet fandtes også titlen krigsassessor, der på samme måde var en dommer i militære anliggender. Denne titel degenererede efterhånden og blev undertiden tildelt som en blot og bar hædersbevisning uden funktion eller betaling. For at skelne disse ærestitularer fra de ægte fungerende militærdommere, fik disse titlen virkelig krigsassessor og havde rang som nummer 4 i 8. rangklasse, ellers som nummer 4 i 9. klasse.

## Andre betydninger
I England kan en assessor være en ansat ved University of Oxford, ansvarlig for studenternes sociale liv, en studierådgiver. En anden betydning er en retslig rådgiver eller en stedfortræder og en tredje betydning er taksator for offentlige myndigheders fastsættelse af beskatningsgrundlag.
Man ser nu også ordet assessor brugt om proceskontrollanter, eller sikkerhedsinspektører i danske private virksomheder, muligvis inspireret af en lignede betydningsdrejning i USA.